# Kolingen

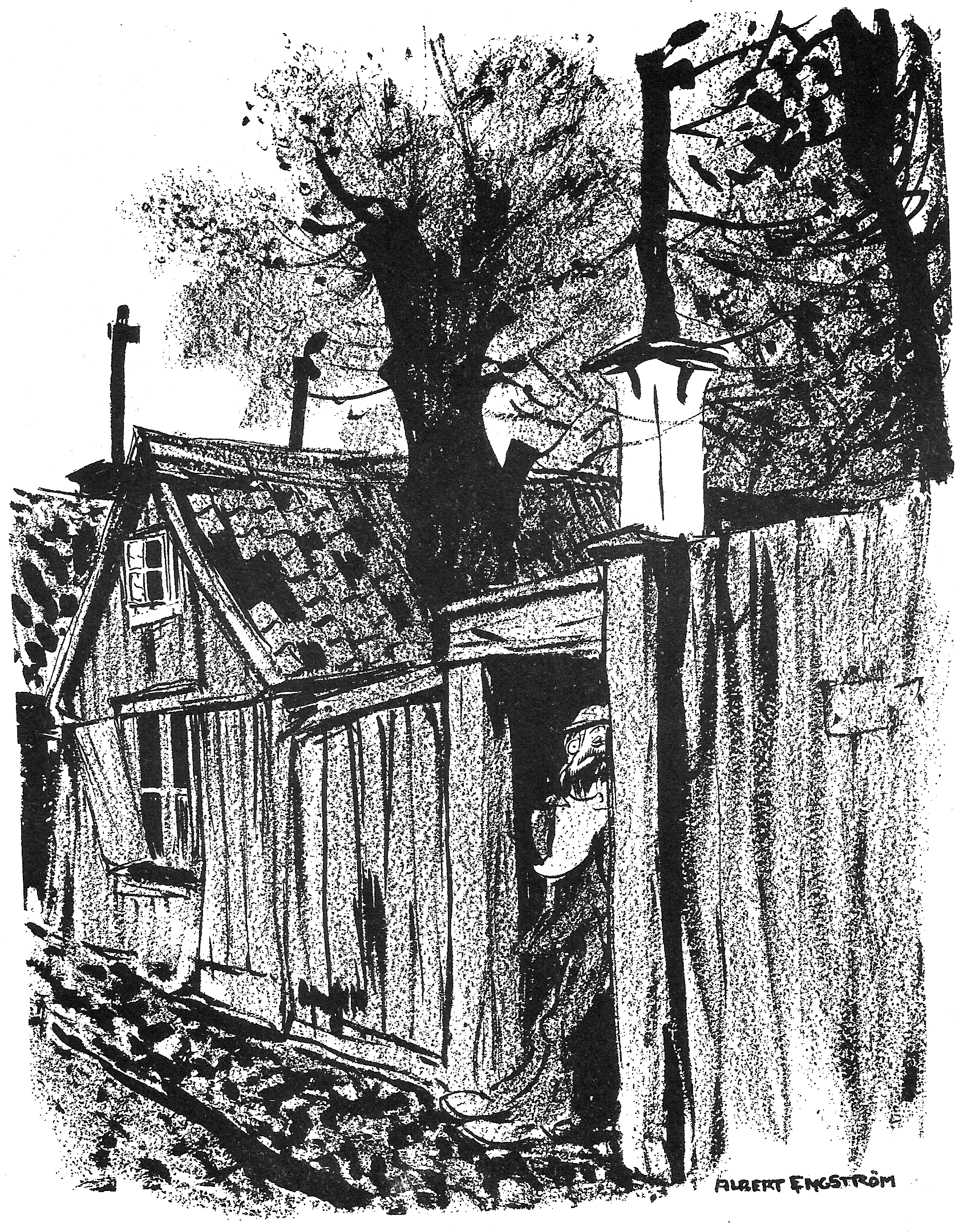
Kolingen i porten vid Åsögatan (dagens) nummer 195.

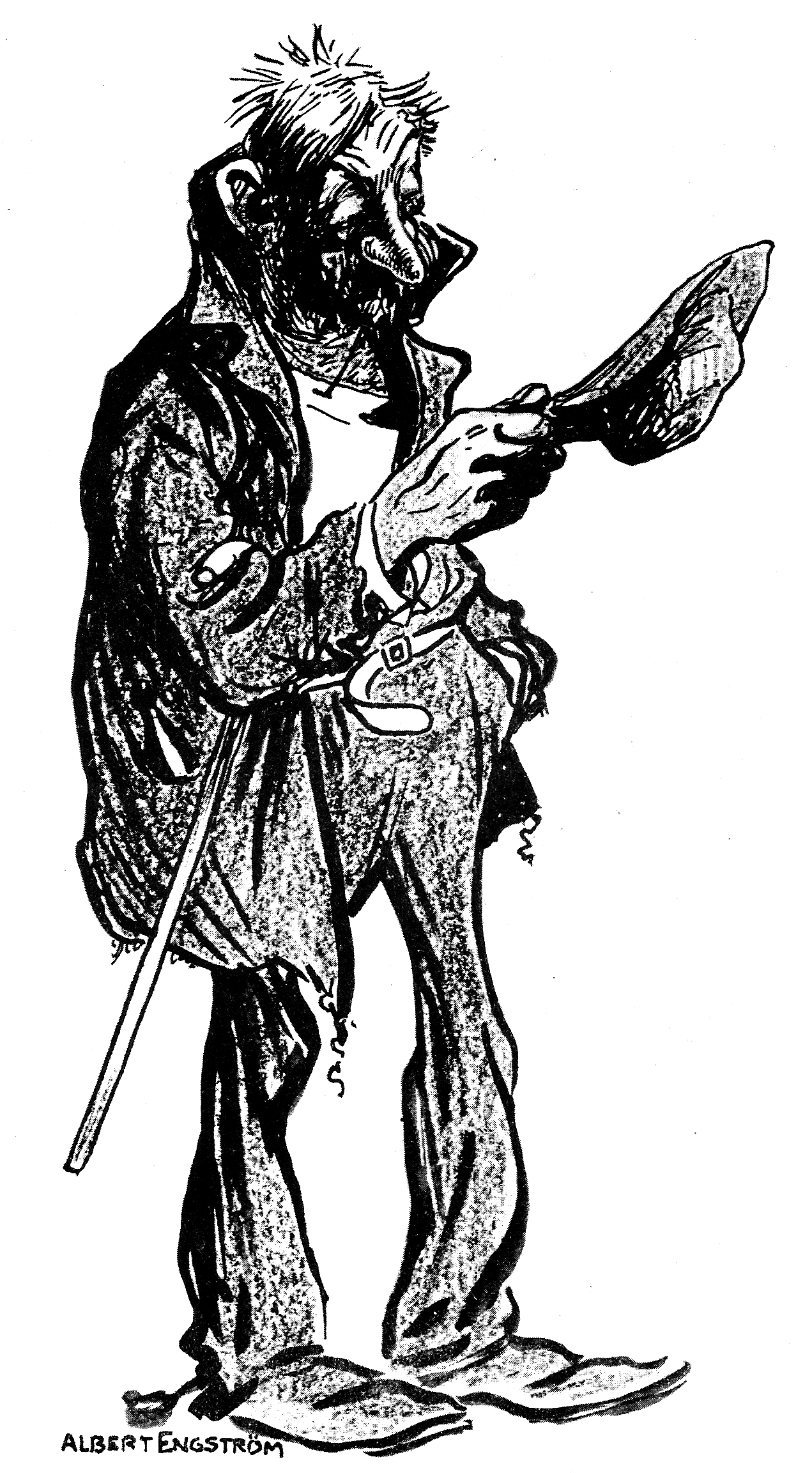
"Kolingen betraktar drömmande sin gamla hatt: – Inge foder har'u, å inge foder får'u, men fetare blir'u tamfan för var da!" (1901)

Kolingen är en skämtfigur skapad av den svenske tecknaren och författaren Albert Engström. Han är en alkoholiserad trashank från Södermalm som kännetecknas av sin parodiska elegans och sina respektlösa humoristiska repliker. Figuren förekom ofta i Engströms tidskrift Strix, men även i revyer och i några stumfilmer. Engströms figur Kolingen bodde i en av de fattiga träkåkarna i hörnet Åsögatan / Skeppargränd på Södermalm.

## Tillkomst
Litteraturvetaren Helmer Lång kartlade i sin doktorsavhandling Kolingen och hans fäder (1966) Kolingens förebilder i amerikansk skämtpress och plats i en vagabondkomisk tradition som går att följa tillbaka till det antika Grekland. Namnet Kolingen började enligt Engström som ett öknamn han gav åt en försupen men hygglig hamnarbetare under sin skoltid i Norrköping. Det förekom i tryck första gången i Strix den 20 maj 1897. Figurens exponering ledde till att ordet koling togs upp i svenska språket och började användas allmänt om sjåare och luffare.

## Filmografi
- Kolingen – vördsamt tillägnad mänskligheten (1908), okänd skådespelare, förlorad film
- Kolingens galoscher – den stora världsomseglingen eller Hvad skall Engström säga? (1912), spelad av Victor Arfvidson
- Gamla gatans karneval (1923), spelad av Sven Quick